# كارل غال
كارل غال (بالألمانية: Karl Gall)‏ هو متسابق دراجات نارية نمساوي، ولد في 1903 في فيينا في النمسا، وتوفي في 1939.